# Michael Hopkins
Sir Michael John Hopkins (Poole, 7 maggio 1935 – 17 giugno 2023) è stato un architetto britannico.
Collaboratore di Norman Foster, fu sostenitore dell'high-tech e dell'uso di tensostrutture in architettura. Di lui si ricorda in particolare la Royal Academy of Arts londinese (2003).